# Tagesthemen
Tagesthemen – niemiecki dziennik informacyjny transmitowany przez telewizję Das Erste w godzinach późnego wieczoru. Pogłębia i analizuje tematy wspomniane wcześniej w głównym dzienniku informacyjnym ARD Tagesschau. Jego czas trwania to zazwyczaj pół godziny. Według portalu statista dziennik informacyjny cieszył się w 2022 roku średnią oglądalnością na poziomie 2,25 mln widzów.

## Historia
W styczniu 1978 Tagesthemen zastąpił późne wydanie dziennika Tagesschau. Z powodu wielu czynników – przełożenia programu na późny wieczór, zmiany prezenterów i rosnącej konkurencji – w 2007 roku Tagesthemen popadł w kryzys oglądalności. Udział w rynku w tamtym czasie wynosił czasami mniej niż 10 procent.